# Kay Voges
Kay Voges (* 14. Mai 1972 in Düsseldorf) ist ein deutscher Schauspiel- und Opern-Regisseur und war Intendant des Schauspiels Dortmund. Unter seiner Leitung rückte das Haus auch vermehrt in den Fokus überregionaler Beachtung, so nannte u. a. Die Welt das Schauspiel Dortmund das „führende deutschsprachige Theaterlabor“.
Unter seiner Ägide erhielt das Schauspiel Dortmund in der Kritiker-Jahresumfrage des Fachmagazins Theater heute ab 2015 dreimal in Folge den zweiten Platz als Theater des Jahres im gesamten deutschsprachigen Raum, u. a. gleichrangig mit der Berliner Schaubühne, der Volksbühne am Rosa-Luxemburg-Platz oder dem Theater Basel. Des Weiteren wurde es in Folge 2016, 2017 und 2018 in der NRW-Kritikerumfrage der Welt am Sonntag als bestes Theater in Nordrhein-Westfalen ausgezeichnet.
2017 wurde Voges mit seiner Inszenierung Die Borderline Prozession zum Berliner Theatertreffen eingeladen. Seine Inszenierung Der Theatermacher nach Thomas Bernhard kam 2019 in die engere Auswahl des Theatertreffens.
Am 7. Juni 2019 wurde er von Wiens Kulturstadträtin Veronica Kaup-Hasler als Nachfolger von Anna Badora als Direktor des Volkstheaters in Wien ab 2020/21 vorgestellt.
Zur Spielzeit 2025/26 wird Kay Voges in der Nachfolge von Rafael Sanchez die Intendanz des Schauspiels Köln übernehmen.

## Frühe Theaterarbeiten
Voges begann nach Stationen als Filmvorführer und Heimerzieher seine Theaterkarriere 1996 als Regieassistent am Theater Oberhausen und war von 1999 bis 2003 Teil der dortigen künstlerischen Leitung.
Ab 2003 war er als freier Regisseur für Schauspiel und Kinder- und Jugendtheater an verschiedenen Theatern beschäftigt, darunter am Staatstheater Darmstadt, am Theater Magdeburg, an den Städtischen Bühnen Münster, am Theater Bonn, am Staatstheater Kassel, am Schlosstheater Moers und am Staatsschauspiel Dresden.
2005 gründete er zusammen mit dem Dramaturgen Klaus Schmidt das freie Theater neue bühne krefeld.

## Intendanz am Schauspiel Dortmund

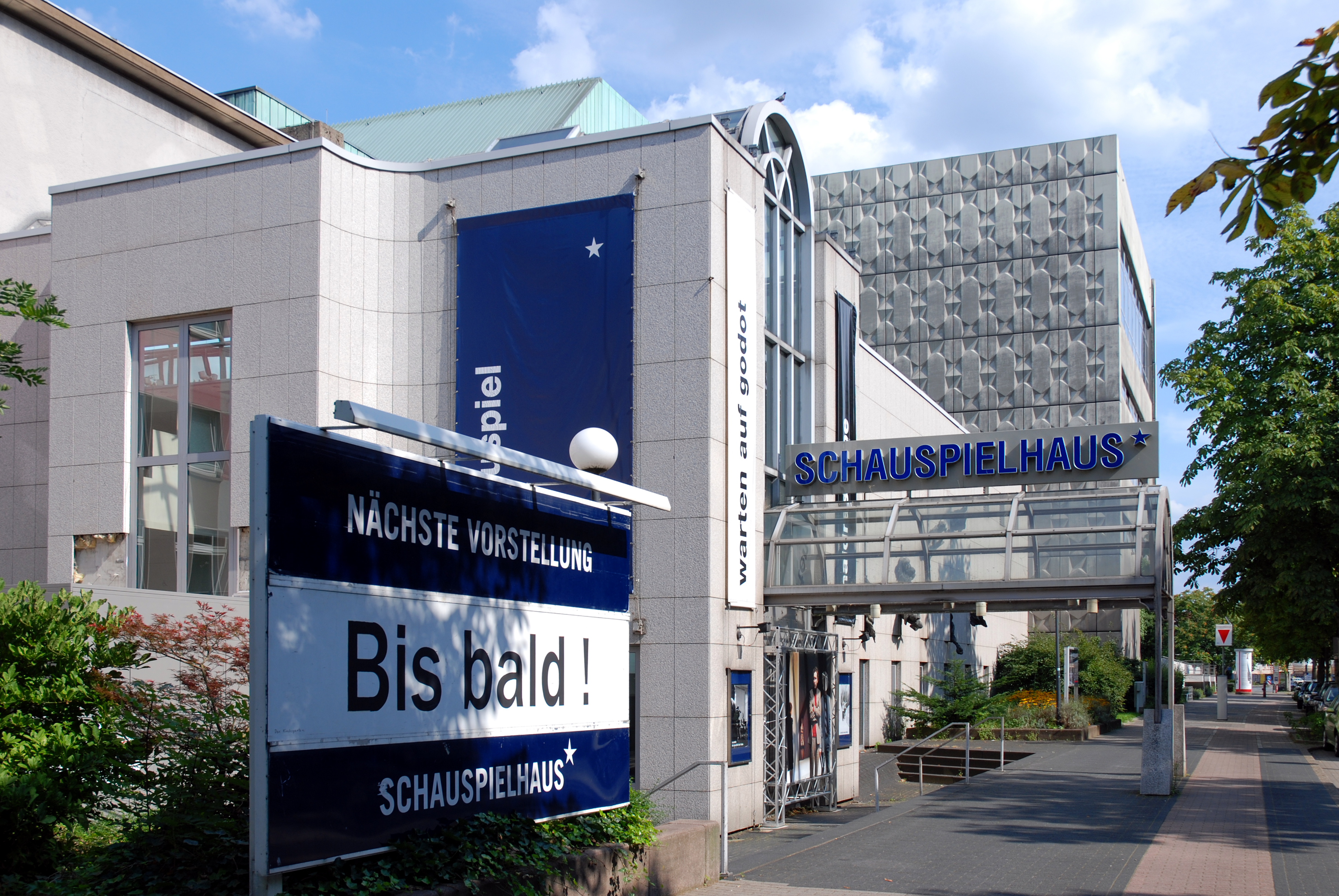
Schauspiel Dortmund (2008)

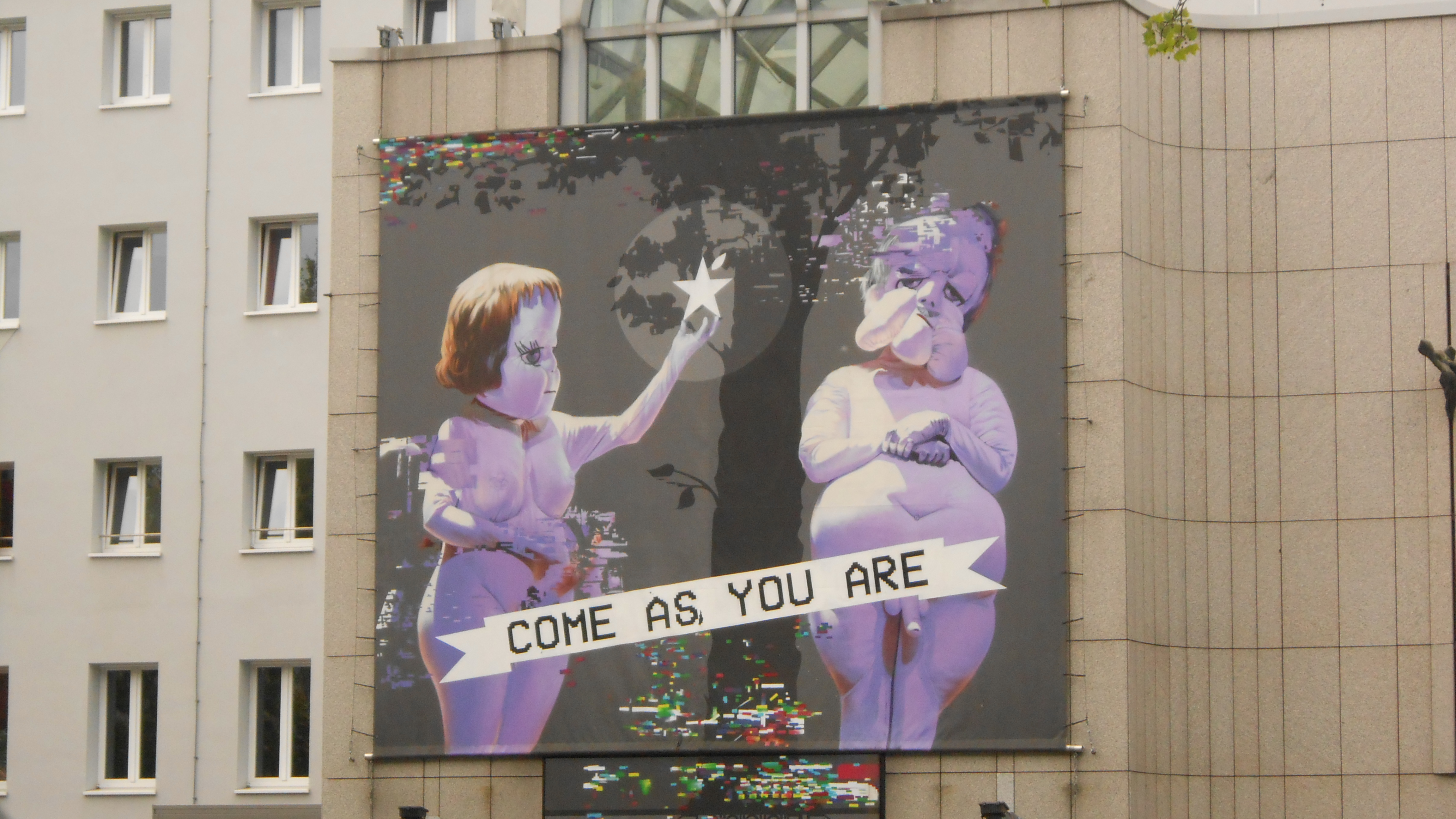
Plakat am Schauspiel Dortmund (2016)

Von der Spielzeit 2010/2011 bis 2020 war Kay Voges Intendant am Schauspiel Dortmund.
Voges inszenierte in Dortmund zahlreiche Stücke und Stoff-Bearbeitungen wie Woyzeck, Der Theatermacher oder Der Meister und Margarita, brachte jedoch auch eigens entwickelte Uraufführungen und Stückentwicklungen als Regisseur auf die Bühne. Bei diesen Stückentwicklungen ist Voges auch oftmals Autor bzw. Co-Autor, so u. a. 2013 bei der Multimedia-Performance Das Goldene Zeitalter – 100 Wege, dem Schicksal die Show zu stehlen (gemeinsam mit Alexander Kerlin). Weitere Eigenproduktionen waren u. a. Die Show (2015), ein fiktiver Fernsehabend in Anlehnung an Das Millionenspiel, Die Borderline Prozession (2016), hell / ein Augenblick (2017) oder Das 1. Evangelium (Schauspiel Stuttgart, 2018) oder Die Parallelwelt – eine Stückentwicklung, die parallel am Berliner Ensemble spielt und via Glasfaser die Ensembles in Dortmund und Berlin verknüpft.
Voges’ Dortmunder Arbeiten wurden wiederholt ausgezeichnet und zu Theaterfestivals wie dem Berliner Theatertreffen, NRW-Theatertreffen oder dem Heidelberger Stückemarkt eingeladen. Für seine Inszenierung von Das Fest wurde Voges für den deutschen Theaterpreis Der Faust 2013 in der Kategorie „Regie Schauspiel“ nominiert. Dies war auch die erste Inszenierung, die sich den eigens konzipierten Regeln des Dogmas 20 13 verpflichtete – eines vom Schauspiel Dortmund konzipierten und veröffentlichten Manifestes, das sich für eine engere und unmittelbarere Verzahnung zwischen Theater- und Filmwelten aussprach. Während seiner Zeit in Dortmund initiierte er die Akademie für Theater und Digitalität, deren Gründungsdirektor er ist.
Die unter seiner Leitung produzierte Inszenierung Das Internat von Regisseur Ersan Mondtag mit Text von Alexander Kerlin und Matthias Seier wurde 2019 zum Berliner Theatertreffen eingeladen.

## Direktion am Volkstheater Wien
Am 7. Juni 2019 wurde Kay Voges von Wiens Kulturstadträtin Veronica Kaup-Hasler als Direktor des Volkstheaters ab 2020/2021 vorgestellt. Die ersten Premieren sollten im Jänner 2021 stattfinden. Seit anderthalb Jahren lief die Generalsanierung, das Haus war geschlossen, dazu kam die Corona-Pandemie, die eine Eröffnung zusätzlich erschwerte.
Dennoch konnte Voges seine erste Wiener Spielzeit vorstellen: mit großen Namen wie Susanne Kennedy, Jonathan Meese, Paul McCarthy oder Florentina Holzinger, aber auch mit Lücken, Unsicherheiten und mehreren coronabedingten Ausfällen hochkarätiger Gastspiele. Das 20-köpfige Ensemble besteht aus einigen Übernahmen der ehemaligen Volkstheater-Intendanz unter Anna Badora, aus Dortmund und aus neu gecasteten Schauspielern. Voges will auch an die lange Tradition des Volkstheaters anknüpfen, das als Gegenentwurf zum kaiserlichen Burgtheater entstand und an dem schon immer „waghalsige Projekte“ realisiert worden seien.
Im Februar 2022 wurde das Volkstheater mit Claudia Bauers Inszenierung von „humanistää!“ mit Texten von Ernst Jandl erstmals seit 1970 zum Berliner Theatertreffen eingeladen. Zudem wurde die Koproduktion „All Right. Good Night“. von Helgard Haug (Rimini Protokoll) zum Theatertreffen eingeladen. Des Weiteren wurde das Volkstheater unter der Leitung von Voges für die Spielzeit 2021/22 in der jährlichen Kritikerumfrage des Fachmagazins Theater heute zum zweitbesten Theater im deutschsprachigen Raum gewählt.
Im August 2023 berichtete die Süddeutsche Zeitung, dass Voges ab der Spielzeit 2025/26 das Schauspiel Köln leiten soll. Im Februar 2024 wurde bekanntgegeben, dass Jan Philipp Gloger mit der Saison 2025/26 Voges als künstlerischer Leiter des Volkstheaters nachfolgen soll.
Voges letzte Spielzeit am Volkstheater eröffnete er mit der Uraufführung Bullet Time von Alexander Kerlin, die sich dem Leben und Vermächtnis des Fotopioniers und Mörders Eadweard Muybridge widmete.

## Arbeiten an der Oper
2013 feierte Voges mit der Inszenierung von Richard Wagners Tannhäuser und der Sängerkrieg auf Wartburg an der Oper Dortmund sein Debüt als Opernregisseur. 2015 folgte seine zweite Opernregie, Der Freischütz, an der Staatsoper Hannover. Diese löste einen handfesten Theaterskandal aus und nötigte die hannoversche CDU dazu, von „unsäglichem Kulturverlust zu Gunsten vermeintlich wichtiger Dekonstruktion, angeblich gegenwartsbezogener Kontextualisierung und offenbar sensationsgetriebener Einmaleffekte“ zu sprechen.
2017 inszenierte er die Minimal-Oper Einstein on the Beach von Philip Glass und Robert Wilson erstmals ohne direkte Beteiligung von Glass oder Wilson.

## Ästhetik
Viele von Voges’ Arbeiten setzen verschiedene multimediale Mittel zur Unterstützung der dem jeweiligen Stück zugrundeliegenden Erzählästhetik ein. Video und Musik spielen in diesem Zusammenhang eine besondere Rolle, einige Arbeiten sprengen dabei die Grenze zwischen Theater und bildender Kunst nahezu vollständig. Seit einigen Jahren arbeitet Kay Voges dabei mit den Videokünstlern Mario Simon und Max Hammel, sowie den Komponisten T.D. Finck von Finckenstein und Paul Wallfisch an der Umsetzung dieser Grenzverschiebung. Arbeiten wie 4.48 Psychose (2014), Die Borderline Prozession – Ein Loop um das, was uns trennt (2016), hell / ein Augenblick (2017), Die Parallelwelt (2018), Die Politiker (2021), Zertretung – 1. Kreuz brechen. Also alle Arschlöcher abschlachten (2021), Faust (2022) oder Du musst dich entscheiden! (2023) sind das Ergebnis dieser Zusammenarbeit und zeigen eine permanente Hinterfragung von visuellen wie akustischen Erzähltechniken.

## Auszeichnungen und Einladungen
- 2000: „Preis für die herausragende künstlerische Leistung“ in Cyrano von Jo Roets (NRW-Theatertreffen für Kinder- und Jugendtheater)
- 2001: „Preis für die herausragende künstlerische Leistung“ in Alles in einer Nacht von Falk Richter (NRW-Theatertreffen für Kinder- und Jugendtheater)
- 2002: „Preis für die herausragende künstlerische Leistung“ in Feuergesicht von Marius von Mayenburg (NRW-Theatertreffen für Kinder- und Jugendtheater)
- 2002: „Wichtigste Arbeit des Jahres“ (Theater Pur) für Werther in New York von Tim Staffel
- 2003: Förderpreis des Landes Nordrhein-Westfalen für den Bereich Bühne
- 2003: Publikumspreis für die Inszenierung Frühlings Erwachen von Frank Wedekind (NRW-Theatertreffen für Kinder- und Jugendtheater)
- 2003: norway today zum 7. deutschen Jugendtheatertreffen Berlin
- 2005: Nico – Sphinx aus Eis zu Theaterzwang, Festival freier Theater NRW
- 2007: Emilia Galotti zum Leverkusener Forum
- 2012: Ibsens’ Nora oder Ein Puppenheim und Gespenster zum NRW-Theatertreffen
- 2013: Jury-Preis für die „Beste Inszenierung“ beim NRW Theatertreffen 2013 für Einige Nachrichten an das All von Wolfram Lotz
- 2013: zweiter Preis beim Sunset International Film Festival Los Angeles für Einige Nachrichten an das All von Wolfram Lotz in der Kategorie „Experimental Film“
- 2013: Einige Nachrichten an das All von Wolfram Lotz zum NRW Theatertreffen in Bielefeld
- 2014: Preis für die „Beste Regie“ beim Artodocs International Filmfestival St. Petersburg für Einige Nachrichten an das All von Wolfram Lotz
- 2014: Einladung zum Heidelberger Stückemarkt für die Inszenierung Das Goldene Zeitalter
- 2017: Einladung zum Heidelberger Stückemarkt für die Inszenierung Die Schwarze Flotte
- 2017: Einladung zum Berliner Theatertreffen für die Inszenierung Die Borderline Prozession
- 2017: „Eiserner Reinoldus“ des Pressevereins Ruhr für „bundesweite künstlerische Beachtung und Anerkennung“ sowie „ungewöhnliche Inszenierungen“[17]
- 2019: Einladung zum NRW-Theatertreffen mit Der Theatermacher von Thomas Bernhard, Preis der Jugendjury sowie Darstellerpreis an Andreas Beck als Bruscon[18]

## Inszenierungen

### Schauspiel (Auswahl)
- 2003: Männerhort von Kristof Magnusson (Uraufführung), Theater Bonn
- 2006  Kränk von Martin Heckmanns, Staatstheater Kassel
- 2008: ALICE //. .und verdau dich selbst Sehnsucht du! // Eine Expedition frei nach Lewis Carroll, Schlosstheater Moers
- 2009: Ein Sommernachtstraum nach William Shakespeare, Staatsschauspiel Dresden
- 2010: Woyzeck nach Georg Büchner, Schauspiel Dortmund
- 2012: Einige Nachrichten an das All von Wolfram Lotz, Schauspiel Dortmund
- 2012: Der Meister und Margarita nach Michail Bulgakow, Schauspiel Dortmund
- 2013: Das Fest nach Thomas Vinterberg und Mogens Rukov, Schauspiel Dortmund
- 2013:  Das Goldene Zeitalter – 100 Wege, dem Schicksal die Show zu stehlen von Kay Voges und Alexander Kerlin, Schauspiel Dortmund
- 2014:  Hamlet  nach William Shakespeare, Schauspiel Dortmund
- 2014: 4.48 Psychose von Sarah Kane, Schauspiel Dortmund
- 2014:  Endstation Sehnsucht  von Tennessee Williams, Schauspiel Frankfurt
- 2015:  Die Show – Ein Millionenspiel um Leben und Tod frei nach Das Millionenspiel, Schauspiel Dortmund
- 2016:  Die Borderline Prozession – Ein Loop um das, was uns trennt von Kay Voges, Alexander Kerlin und Dirk Baumann; Schauspiel Dortmund
- 2017:  hell / ein Augenblick  von Kay Voges, Alexander Kerlin, Dirk Baumann, Anne-Kathrin Schulz, Matthias Seier & Ensemble; Schauspiel Dortmund
- 2018: Das 1. Evangelium frei nach dem Matthäus-Evangelium, Schauspiel Stuttgart
- 2018: Der Theatermacher von Thomas Bernhard, Schauspiel Dortmund
- 2018: Die Parallelwelt von Kay Voges und Alexander Kerlin, Schauspiel Dortmund/Berliner Ensemble
- 2022: Apokalypse Miau – eine Weltuntergangskomödie (Uraufführung) von Kristof Magnusson (Mitarbeit: Gunnar Klack), Volkstheater (Wien)
- 2022: Faust von Johann Wolfgang von Goethe, Volkstheater Wien
- 2023: Totentanz von August Strindberg, Berliner Ensemble
- 2023: Du musst dich entscheiden! Die Gameshow für Österreich von Johan Frederik Hartle, Kay Voges und Ensemble (Uraufführung), Volkstheater Wien
- 2024: RCE #RemoteCodeExecution von Sibylle Berg (Uraufführung), Berliner Ensemble

### Oper
- 2012: Tannhäuser und der Sängerkrieg auf Wartburg von Richard Wagner, Oper Dortmund
- 2015: Der Freischütz von Carl Maria von Weber, Staatsoper Hannover
- 2017: Einstein on the Beach von Philip Glass und Robert Wilson, Oper Dortmund
- 2018: Aida von Giuseppe Verdi, Staatsoper Hannover